# Clavelina ostrearium
Clavelina ostrearium är en sjöpungsart som först beskrevs av Wilhelm Michaelsen 1930.  Clavelina ostrearium ingår i släktet Clavelina och familjen klungsjöpungar. Inga underarter finns listade i Catalogue of Life.